# ترن (فیلم ۱۳۶۶)
ترن نام فیلمی ایرانی محصول سال ۱۳۶۶ به نویسندگی و کارگردانی امیر قویدل است.

## موضوع فیلم
در مورد قطار حامل سوخت مایحتاج مردم است که با نقشه رئیس قطار و نیروهای انقلابی جهت رسیدن به مناطق سردسیر تغییر مسیر می‌دهد. در بین راه قطار متوقف شده و رئیس و همراهش بازداشت می‌شوند اما لوکوموتیوران مصمم می‌شود قطار را به مقصد برساند و در این راه جان خود را نیز از دست می‌دهد.
داستان این فیلم از فیلم آمریکایی قطار افسارگسیخته به کارگردانی آندری کونچالوفسکی محصول سال ۱۹۸۵ الهام گرفته شده‌است.

## بازیگران
- فرامرز قریبیان در نقش پولاد ([[گوینده: منوچهر اسماعیلی)
- خسرو شکیبایی در نقش رسول ([[گوینده: خسرو خسروشاهی)
- حسین ملکی
- عنایت بخشی در نقش افسر تعقیب‌کننده ([[گوینده: ایرج ناظریان)
- آرش تاج تهرانی
- کنعان کیانی
- امراله صابری
- سروش خلیلی  در نقش رئیس ایستگاه ورسک
- کیومرث ملک‌مطیعی
- عباس کسایی
- عباس مختاری
- امیر معاون زاده
- حسین صفاریان
- کریم پرویزیان
- بهرام روشن
- محمود پیراسته
- رضا ذوالفقاری
- حسین صادقی
- توران قادری در نقش همسر فرامرز قریبیان
- عصمت رضایی
- رضا راد
- آزادی
- عباس نوذری

## موسیقی فیلم
موسیقی متن این اثر سینمایی ساختهٔ مجید انتظامی است. بخشی از این اثر، که جنبهٔ حماسی دارد، آنچنان معروف و فراگیر شده که در مناسبت‌های گوناگونی همچون راهپیمایی ۲۲ بهمن و انتخابات ریاست‌جمهوری از شبکه‌های مختلف صداوسیما پخش می‌شود.

## جوایز

#### ششمین دوره جشنواره بین‌المللی فیلم فجر
| قسمت                      | نامزد          | نتیجه    | جایزه    |
| ------------------------- | -------------- | -------- | -------- |
| بهترین بازیگر نقش اول مرد | فرامرز قریبیان | برنده    | لوح زرین |
| بهترین موسیقی متن         | مجید انتظامی   | نامزدشده | لوح زرین |